# SHAKA SHAKA TO LOVE
〈SHAKA SHAKA TO LOVE〉(샤카 샤카 투 러브)는 안주루무의 두 번째 디지털 싱글이다. 2020년 12월 24일에 업프런트 워크스에서 착신했다.

## 개요
- 2020년 11월 27일, 선 스타 〈Ora2 me〉의 Web 타이업 송으로서 발표해, 뮤직 비디오가 공개되었다[1].
- 동년 12월 9일에 졸업한 6기 멤버의 후나키 무스부도 이 악곡에 참가하고 있어, 이것이 라스트 참가 악곡이 된다.또, 이 악곡이 발표되기 이전의 11월 2일에 가입한 9기 멤버의 카와나 린, 타메나가 시온, 마츠모토 와카나는 이 악곡에는 참가하고 있지 않다.
- 2021년 7월 12일, 카와나, 타메나가, 마츠모토가 참가해 10인 체제로,  가사를 일부 개사해, 오쿠보 카오루에 의해 어레인지의 곡을 개조해 「SHAKA SHAKA #2 LOVE カラフルライフ編」의 뮤직 비디오를 공개[2]. 전작과 마찬가지로 서포터즈 〈Ora2 me〉의 Web 타이업 송 제2장이 되겠다.

## 참가 멤버
- 2기 : 타케우치 아카리
- 3기 : 사사키 리카코
- 4기 : 카미코쿠료 모에
- 5기 : 카사하라 모모나
- 6기 : 후나키 무스부[주 1], 카와무라 아야노
- 7기 : 이세 레이라
- 8기 : 하시사코 린
- 9기 : 카와나 린[주 2], 타메나가 시온[주 2], 마츠모토 와카나[주 2]

### 내용주
1. ↑  「SHAKA SHAKA #2 LOVE カラフルライフ編」에 불참가.
2. 1 2 3  「SHAKA SHAKA #2 LOVE カラフルライフ編」에만 참가.